# Резервація
Резервація або резерват (лат. reservo - зберігаю) — територія-заповідник, природні багатства якої перебувають під особливою охороною держави.
У деяких країнах місце відокремленого поселення корінних жителів для збереження самобутності їх етносу, мови і культури від вимирання і асиміляції. Мають власне самоуправління, закони (незалежні від місцевої влади), інфраструктуру, міліцію та ін.
Резервації існують в США,  Канаді та  Бразилії,  Австралії, ПАР.